# Transcontinental-and-Western-Air-Flug 3
Am 16. Januar 1942 flog eine Douglas DC-3 auf dem Transcontinental-and-Western-Air-Flug 3 nach dem Start von der Nellis Air Force Base, die damals den Namen Las Vegas Army Air Field trug, gegen einen Berg. Die Maschine der Transcontinental and Western Air (T&WA) befand sich auf einem transkontinentalen Linienflug von New York nach Burbank mit planmäßigen Zwischenstopps in Indianapolis, St. Louis und Albuquerque. Aufgrund des hohen Abfluggewichts war an diesem Tag eine zusätzliche Nachbetankung in Las Vegas erforderlich. Bei dem Unfall kamen alle 22 Insassen ums Leben, darunter die Hollywood-Schauspielerin Carole Lombard. 

## Insassen
Auf dem Flugabschnitt von Albuquerque nach Burbank befanden sich 19 Passagiere und drei Besatzungsmitglieder an Bord der Douglas DC-3, die am 3. März 1941 werksneu an T&WA ausgeliefert worden war.
Die 33-jährige Schauspielerin Carole Lombard, zu diesem Zeitpunkt einer der größten Hollywood-Stars und bekannt aus Komödien wie Mein Mann Godfrey, ging bereits in Indianapolis mit ihrer Mutter Elizabeth Knight Peters und ihrem Agenten Otto Winkler an Bord der Maschine. Lombard kehrte von einer Tournee aus dem Mittleren Westen zurück und wollte in Los Angeles ihren Ehemann Clark Gable wiedersehen. Bei der Tournee, durch die auch Kriegsanleihen beworben worden waren, waren insgesamt mehr als zwei Millionen US-Dollar zusammengekommen. Nach der Zwischenlandung in Albuquerque wurden Lombard und ihre Begleiter gebeten, das Flugzeug zu verlassen, um auf der letzten Etappe nach Burbank Platz für 15 Mitglieder des United States Army Air Corps zu schaffen. Lombard überredete die Verantwortlichen jedoch, an Bord bleiben zu können, da sie durch ihre Kriegstournee ebenso wichtig sei. Infolgedessen mussten vier andere Passagiere das Flugzeug verlassen, darunter der Violinist Joseph Szigeti. 
In Albuquerque erfolgte zudem ein Wechsel der Besatzung. Den Dienst an Bord übernahmen Wayne Clark Williams (41) als Kapitän, Morgan Atherton Gillette (25) als Kopilot und Alice Frances Getz (21) als Flugbegleiterin. 

## Unfallhergang

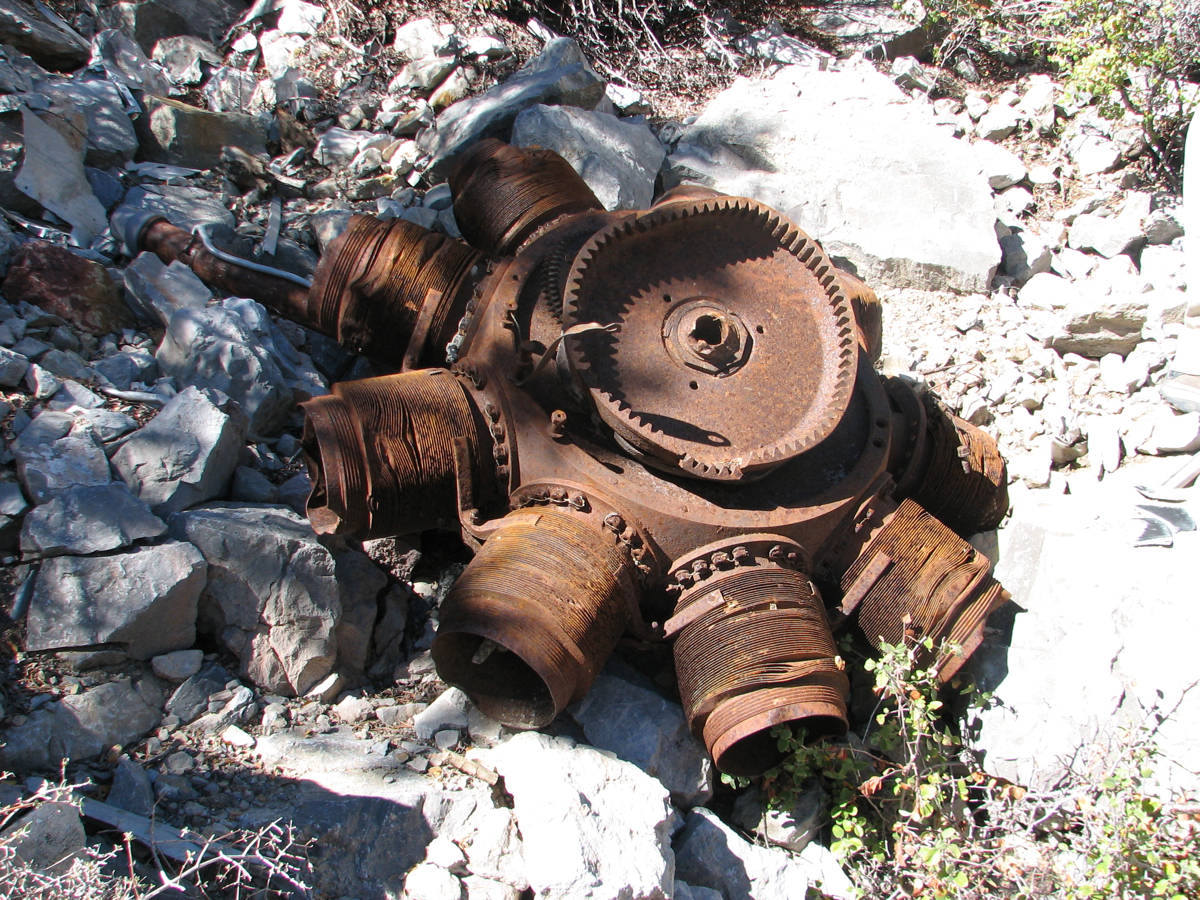
Am Absturzort Potosi Mountain lagen im Oktober 2007 noch die Reste der beiden Wright R-1820-Neunzylinder-Sternmotoren

Weil sich der Start in St. Louis um fast zwei Stunden verspätet hatte und weitere Verzögerungen auf der Transkontinentalstrecke eingetreten waren, traf die Maschine mit einer Verspätung von drei Stunden um 16:06 Uhr in Albuquerque ein. Üblicherweise war dieser Flughafen der letzte Zwischenstopp auf der Linienroute von New York an der Ostküste nach Burbank an der Westküste. An diesem Tag war die Maschine wegen des hohen Abfluggewichts in Albuquerque jedoch nur mit 1325 Litern Treibstoff betankt worden, wodurch auf der letzten Etappe eine außerplanmäßige Nachbetankung in Winslow (Arizona) notwendig wurde.
Die DC-3 hob um 16:40 Uhr in Albuquerque ab. Nach knapp einer Stunde Flugzeit bat Kapitän Williams die Unternehmenszentrale in Burbank per Funk darum, statt in Winslow auf der Nellis Air Force Base  nachtanken zu dürfen. Eine entsprechende Genehmigung wurde erteilt. Das Flugzeug landete um 18:37 Uhr in Las Vegas und hob nach der Betankung um 19:07 Uhr zum Weiterflug nach Burbank ab. Die Piloten leiteten den Steigflug auf die freigegebene Reiseflughöhe von 2440 Meter (8000 Fuß) ein.
Rund 15 Minuten nach dem Abheben schlug die Douglas DC-3 in einer Flughöhe von etwa 2345 Metern MSL (7700 Fuß) an einer Bergflanke unterhalb des Gipfels des Potosi Mountain auf, wobei alle 22 Insassen ums Leben kamen. Die Verteilung der Trümmer deutete darauf hin, dass sich die Maschine beim Aufschlag noch in einem leichten Steigflug oder bereits im Horizontalflug befand. Die Unfallstelle lag knapp 11 Kilometer (6,7 Statute Miles) nördlich der vorgeschriebenen Flugroute. Die ersten Rettungskräfte erreichten den Unfallort erst am nächsten Morgen gegen 9:00 Uhr.

## Unfallursache
Aufgrund der potentiellen Gefahr von japanischen Luftangriffen waren mit dem Kriegseintritt der USA nahezu alle Airway Beacons und Funkfeuer westlich von Las Vegas außer Betrieb genommen worden. Zu den wenigen noch aktiven Einrichtungen gehörte das ungerichtete Funkfeuer Daggett im San Bernardino County (Kalifornien), auf das die Besatzung ihren Kurs auszurichten hatte. Hierzu war das Halten eines Steuerkurses von 210 Grad nach dem Start in Las Vegas zwingend erforderlich. Laut Angabe von Augenzeugen flog die Maschine in gerader Linie nördlich des üblichen Flugwegs in westlicher Richtung.
Auf dem in Las Vegas hinterlegten Flugplan, der vom Kopiloten ausgefüllt und vom Kapitän abgezeichnet worden war, hatte die Besatzung einen geplanten Steuerkurs von 218 statt 210 Grad eingetragen. Der Unfallort lag in einer Ausrichtung von 215 Grad zum Flughafen Las Vegas, was darauf hindeutete, dass die Piloten wahrscheinlich nach dem im Flugplan eingetragenen Kurs navigiert hatten. Dieser brachte die Maschine nördlich des vorgeschriebenen Flugwegs über bergiges Gelände mit bis zu 2500 Meter hohen Gipfeln.
Die Ermittler der Luftfahrtbehörde Civil Aeronautics Board (CAB) hielten es für möglich, dass die Piloten irrtümlich den Steuerkurs nutzten, der von Boulder City zum Funkfeuer Daggett einzuhalten gewesen wäre. Dieser entsprach 218 Grad. Der Kapitän sowie insbesondere der Kopilot hatten in der Vergangenheit erheblich mehr Flüge von Boulder City in Richtung Westen durchgeführt, als solche aus Las Vegas.